# Sant Ferriol
|  | Aquest article tracta sobre el municipi de la Garrotxa. Vegeu-ne altres significats a «Sant Ferriol (desambiguació)». |

Sant Ferriol és un municipi de la comarca de la Garrotxa, a les Comarques Gironines. Fins al 1930 s'anomenà la Parròquia de Besalú, perquè depenia eclesiàsticament de la parròquia besaluenca.

## Geografia
- Llista de topònims de Sant Ferriol (Orografia: muntanyes, serres, collades, indrets..; hidrografia: rius, fonts...; edificis: cases, masies, esglésies, etc).

El municipi està format per petits nuclis de població escampats per les valls dels rius Fluvià i Ser, la riera de Junyell, i de les muntanyes de les serres del Torn i la serra del Mor. El terme municipal envolta el de Besalú per ponent, pel sud i per llevant.
Les comunicacions, excepte el sector nord-est, que és travessat per la carretera N-260 de Figueres a Olot, i del de llevant, per on passa la C-66 de Banyoles a Besalú, són molt dificultoses, fet que ha afavorit l'èxode rural. Des del Torn, però, hi ha una carretera cap a Mieres i Sant Miquel de Campmajor i Banyoles.
| Sales de Llierca | Beuda  | Besalú                   |
| Argelaguer       |        | Maià de Montcal Serinyà  |
| Santa Pau        | Mieres | Sant Miquel de Campmajor |

## Els veïnats
El municipi està molt disseminat i tradicionalment repartit en diferents veïnats, alguns dels quals ara estan deshabitats. El veïnat de Sant Ferriol (Fornells de Besalú) dona nom al municipi i n'és considerat el cap, i també trobem els pobles del Torn (el més important pel que fa a nombre d'habitants), Fares, Juïnyà i la Miana, a part dels veïnats d'Ossinyà i el Mor. Totes aquestes entitats de població havien estat municipis independents fins que s'incorporaren a l'actual l'any 1857
| Entitat de població | Habitants (2024) |
| el Torn             | 79               |
| Sant Ferriol        | 67               |
| Juïnyà              | 33               |
| Fares               | 29               |
| Ossinyà             | 17               |
| la Miana            | 11               |
| el Mor              | 0                |
| Font: Idescat       |                  |

## Demografia
| 1497 f | 1515 f | 1553 f | 1717 | 1787 | 1857  | 1877  | 1887 | 1900 | 1910 |
| ------ | ------ | ------ | ---- | ---- | ----- | ----- | ---- | ---- | ---- |
| 26     | 20     | 27     | 279  | 263  | 1.120 | 1.032 | 966  | 786  | 789  |

| 1920 | 1930 | 1940 | 1950 | 1960 | 1970 | 1981 | 1990 | 1992 | 1994 |
| ---- | ---- | ---- | ---- | ---- | ---- | ---- | ---- | ---- | ---- |
| 868  | 722  | 637  | 574  | 506  | 310  | 221  | 185  | 201  | 201  |

| 1996 | 1998 | 2000 | 2002 | 2004 | 2006 | 2008 | 2010 | 2012 | 2014 |
| ---- | ---- | ---- | ---- | ---- | ---- | ---- | ---- | ---- | ---- |
| 188  | 177  | 196  | 204  | 198  | 194  | 216  | 236  | 222  | 240  |

| 2016 | 2018 | 2020 | 2022 | 2024 | 2026 | 2028 | 2030 | 2032 | 2034 |
| ---- | ---- | ---- | ---- | ---- | ---- | ---- | ---- | ---- | ---- |
| 231  | 245  | 236  | 256  | 233  | -    | -    | -    | -    | -    |

## Llocs d'interès

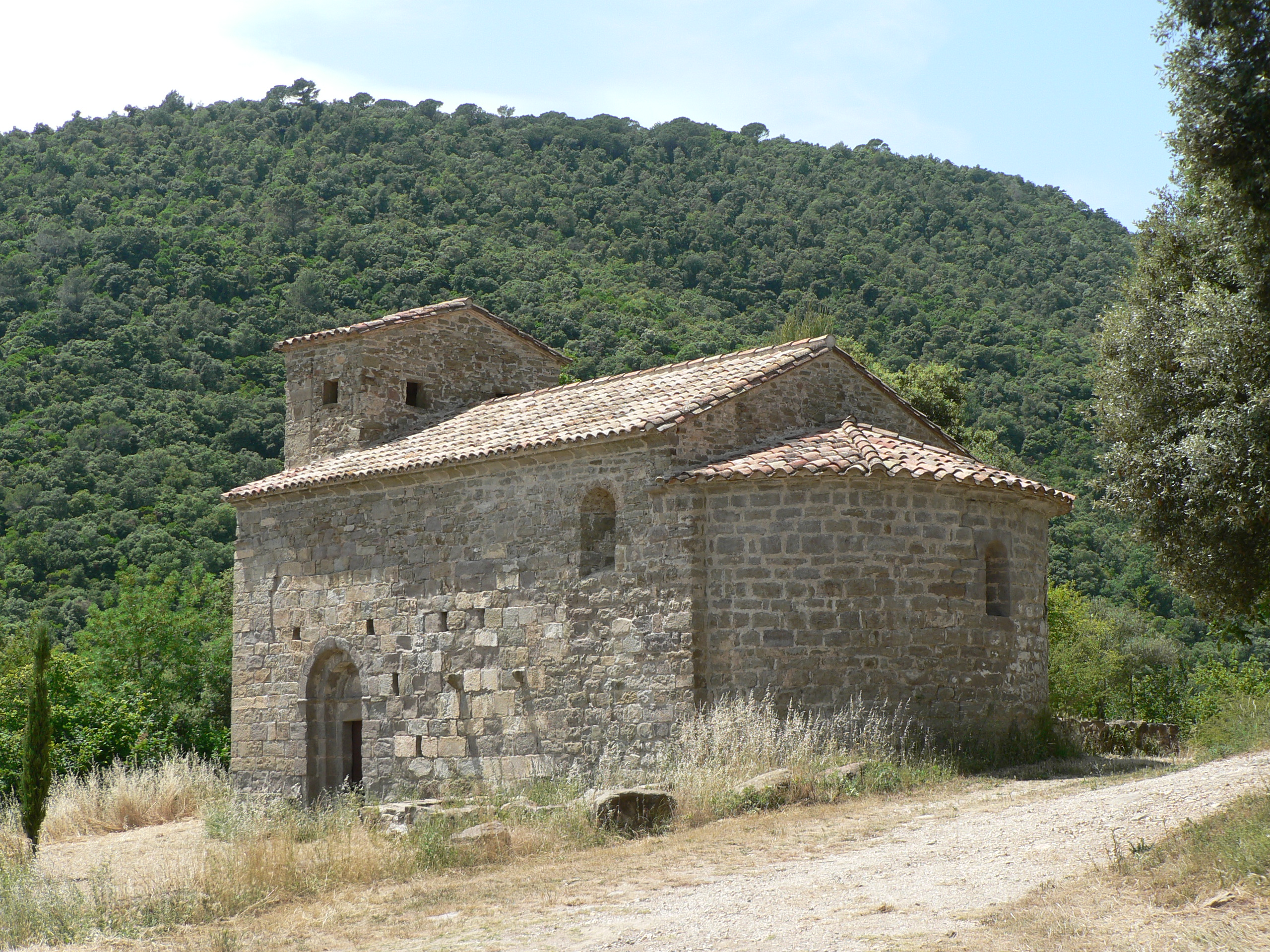
Ermita de Sant Fruitós

- Santuari de San Ferriol. Gòtic tardà del segle xvii, encara que documentat des de l'any 1495
- Santuari de la Mare de Déu de Colell. Segle XVII
- Església de Sant Fruitós. Romànica del segle xii
- Església de Sant Miquel de la Miana. Romànica
- Església de Sant Silvestre del Mor